# 2x2
2x2 – rosyjski kanał telewizyjny, należący do Gazprom-Media. Został założony w 1989 roku.